# Glenoleon gerstaeckeri
Glenoleon gerstaeckeri is een insect uit de familie van de mierenleeuwen (Myrmeleontidae), die tot de orde netvleugeligen (Neuroptera) behoort. 
Glenoleon gerstaeckeri is voor het eerst wetenschappelijk beschreven door New in 1985.